# 長幡村
長幡村（ながはたむら）は埼玉県の北西部、児玉郡に属していた村。当初は賀美郡所属であった。

## 地理
- 河川：神流川

## 歴史
- 1889年（明治22年）4月1日 町村制施行により、藤木戸村、帯刀村、五明村、長浜村、大御堂村が合併し賀美郡長幡村が成立する。
- 1896年（明治29年）3月29日 賀美郡が児玉郡、那珂郡と統合し児玉郡となる。
- 1954年（昭和29年）5月3日 神保原村、賀美村、七本木村と合併し上里村を新設する。

## 関連文献
- 「大御堂村」『新編武蔵風土記稿』 巻ノ245賀美郡ノ3、内務省地理局、1884年6月。NDLJP:764012/89。
- 「藤木戸村」『新編武蔵風土記稿』 巻ノ245賀美郡ノ3。NDLJP:764012/92。
- 「五明村」『新編武蔵風土記稿』 巻ノ245賀美郡ノ3。NDLJP:764012/92。
- 「帯刀村」『新編武蔵風土記稿』 巻ノ245賀美郡ノ3。NDLJP:764012/94。